# 8470 Dudinskaya
8470 Dudinskaya eller 1982 SA4 är en asteroid i huvudbältet som upptäcktes den 17 september 1982 av den rysk-sovjetiske astronomen Nikolaj Tjernych vid Krims astrofysiska observatorium på Krim. Den har fått sitt namn efter den ryska ballerinan Natalia Dudinskaja.